# Causa exemplaris
Nell'epistemologia e ontologia della Scolastica, l'espressione latina causa exemplaris descrive la relazione fra gli universali e le essenze individuali, comprese quelle che sono solo possibili o solo immaginate. 
Può essere distinta dalla causa efficiens che è il principio esplicativo dell'esistenza di una cosa individuale. Secondo Tommaso d'Aquino, Dio è la causa esemplare del suo stesso semplice effetto. Il concetto di causa esemplare è anzitutto un quinto tipo di causa in aggiunta ai quattro introdotti da Aristotele: causa materialis, causa formalis, causa efficiens e causa finalis. L'innovazione specificamente monoteistica consiste nel fatto che un archetipo ideale di tutte le cose è ritenuto preesistente nell'idea eterna di creazione di Dio, fatto che impatta in modo particolare l'etica della virtù e dell'impegno: Dio è il bene stesso e quindi la meta e modello di ogni ragionevole sforzo. 
Mentre le cause efficienti e finali in particolare vengono messe in discussione tracciando una linea di demarcazione, la causa esemplare è spesso identificata o combinata con la causa formale di Aristotele e definita causa formalis exemplaris.  I teologi scolastici intendono Cristo come causa esemplare di tutti gli esseri. Francisco Suárez trattò la teoria causale con un grado di accuratezza e dettaglio che fu in gran parte determinante per la Scolastica.